# Villers-lès-Guise
 Villers-lès-Guise  là một xã ở tỉnh Allier, vùng Hauts-de-France thuộc miền bắc nước Pháp.